# Chaumont-Porcien
Chaumont-Porcien település Franciaországban, Ardennes megyében. Lakosainak száma 486 fő (2022. január 1.). Chaumont-Porcien Chappes, Doumely-Bégny, Fraillicourt, Givron, Remaucourt, Rocquigny, La Romagne, Rubigny, Seraincourt és Vaux-lès-Rubigny községekkel határos.

## Népesség
A település népességének változása:
| Lakosok száma | 382  | 478  | 479  | 457  | 472  | 472  | 485  | 497  | 506  | 486  |
|               | 1968 | 1982 | 1990 | 2006 | 2013 | 2015 | 2017 | 2019 | 2020 | 2022 |